# The Larks (1960)
The Larks, auch Don Julian And The Larks, war ein US-amerikanisches Rhythm-and-Blues-Trio.

## Bandgeschichte
Der Sänger Don Julian gründete Mitte der 1950er Jahre die Gruppe The Meadowlarks und konnte im Jahr 1955 mit dem Song Heaven and Paradise einen größeren Erfolg verzeichnen. Anfang der 1960er Jahre gründete er das Gesangstrio The Larks. Diese Gruppe hatte im Jahr 1964 mit dem Song The Jerk ihren einzigen Top-Ten-Hit, er erreichte Platz 7 der US Charts.

## Diskografie (Auswahl)
- 1964: The Jerk
- 1964: Mickey's East Coast Jerk
- 1966: How Can You Be So Foul
- 1967: Come Back Baby
- 1970: I Want You (Back)